# Judas (canción de Helloween)
«Judas» es el primer sencillo de la banda de power metal alemana Helloween, publicado en 1986 bajo Noise Records como tema principal del mini-EP homónimo. 
En 1988 fue incluida como un bonus track del primer larga duración de la banda, Walls of Jericho en su edición en formato de CD, junto con el EP Helloween.
"Judas" fue reeditada en 1991, acompañado de una edición especial donde se incluyen dos versiones de canciones navideñas.

## Lista de canciones

### Edición original
- "Judas" (Kai Hansen) 4:40
- "Ride The Sky" [live] (Kai Hansen) 7:16
- "Guardians" [live] (Michael Weikath) 4:26

### Bonus tracks de la versión de 1991
- "Victim Of Fate" [live] (Kai Hansen)
- "Cry For Freedom" [live] (Kai Hansen - Michael Weikath)

### Bonus tracks de la edición especial
- "White Christmas"
- "I'll Be Santa Claus"

## Miembros

### Helloween
- Kai Hansen, Guitarra-Voz.
- Michael Weikath, Guitarra.
- Markus Grosskopf, Bajo.
- Ingo Schwichtenberg, Batería.